# Осока повстиста
Осока повстиста (Carex tomentosa) — вид рослин родини осокові (Cyperaceae), поширений у Європі й західній Азії.

## Опис
Багаторічна трав'яниста рослина 15–35 см заввишки. Жіночі колоски овальні або довгасті. Мішечки густо запушені білими волосками, без жилок і без носика, хоча верхівка й несе на кінці 2 тупуватих зубця. Основа листових пластинок над язичком з невеликою кількістю волосків. Нижні лускоподібні листки сітчасто-волокнисті, голі.

## Поширення
Поширений у Європі й західній Азії.
В Україні вид зростає на луках, у світлих лісах, на сухих схилах, трапляється і в сируватих низинах — в Поліссі та Лісостепу зрідка; в лісовому поясі гірського Криму звичайний.